# 東成里

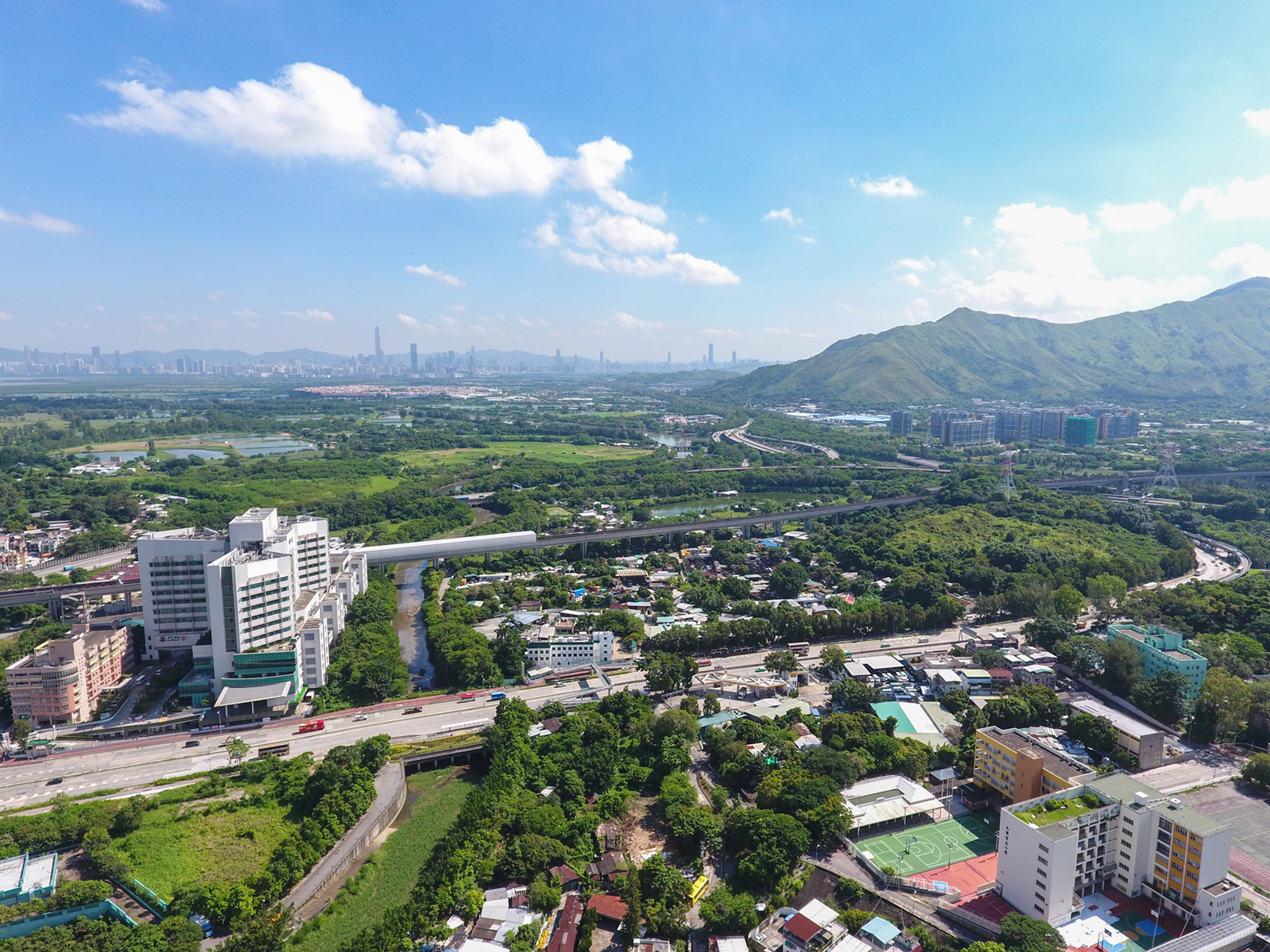
鳥瞰東成里（青山公路以北）

東成里（英語：Tung Shing Lei）是位於香港新界元朗區凹頭的一個鄉郊地方，東成里位於青山公路北面，與西面的博愛醫院隔渠相隔，其北面為南生圍。東成里居民主要住在元朗東成里路的兩邊，包括著名建築群劉氏大屋，而周邊一帶原有的木屋區很多已被貨倉所取代。東成里並非原居民村，亦沒有加入任何鄉事委員會，居民以東成里村居民福利會作為村務管理單位。

## 歷史
1901年，香港政府在凹頭警署對面山丘旁成立痳瘋院，稍後在山丘上興建12間木屋，供痳瘋病人入住，痳瘋院在1910年關閉，並遷到堅尼地城。因此東成里一帶原被元朗居民稱為痳瘋地、痳瘋里等等。不久後，台山商人劉維疇在元朗凹頭購入地皮建設新家園，即現今的劉氏大屋。

### 劉氏大屋
劉氏大屋是位於東成里路盡頭的一排五間兩層高的傳統中式青磚建築，於1919年落成的克述堂是劉維疇一家原居之地，1926年第二座大屋建成，其餘三座大屋於1935年落成，這四間大屋內有天井，起居室位於兩邊，供劉氏的八房後代居住。克述堂成為祖堂、書室、家族聚會處所和學校（大江埔小學幼稚園分校）。現時，劉氏大屋是一個香港三級歷史建築群。
大屋主人劉維疇在台山廣海透過經營魚業發跡，他有五個妻子、八個兒子，分別為良騏、良驤、良騶、良駿、良騤、良驄、良駒和良騧。他在東成里擁有近三百萬呎土地，包括漁塘、鹽田和稻田，稻田高峰時期每年可生產20,000斤稻米。
劉維疇於1933年逝世前立下遺囑，將財產分成九份，每房一份，另外一份家族的共同財產由第二、三、四子託管。戰後，劉家就家族財產發生爭拗，二子被指獨佔在戰時的家族租金收入。劉家各房認為難以共同管理家族財政，為免影響家族和諧，加上戰時荒廢的農地難再復修，各房決定分家，將家族共同財產再分九份，只保留祖墳、祖堂、四間大屋和周邊的土地共同擁有。各房曾於1976年再就出售土地業權達成平均分配收益的新協議。除著新界地價升值，自1990代中起，劉氏家族因賣地收益分成問題產生嚴重爭拗，引致有人質疑過去幾次財產分配協議的合法性，各房多次就10億港元的遺產分配問題對簿公堂，最後上訴至終審法院，法官裁定分家有效。

## 未來發展
2019年，有財團向城規會申請就東成里一幅閒置逾30年未有發展的棕地，申請發展作大型住宅項目。其最新修改的規劃圖顯示，將興建14幢住宅大樓和9座屋宇，提供3,565伙。該塊地皮佔地近54,000平方米，現時為漁塘和寮屋區。有環保團體指出，該發展項目將會直接摧毀東成里的鷺鳥林，阻礙鷺鳥繁殖，破壞生態。如發展計劃獲批，東成里的鄉村面貌將面臨翻天覆地的改變。

## 其他建築
- 新港酒店
- 東成里村居民福利會
- 東成里19號
- 劉四宅（東成里137號）
- 玉皇觀音樓：每年均會參與元朗十八鄉天后寶誕會景巡遊
- 耶穌基督後期聖徒教會
- 禮賢會元朗堂（東成里136號）：1965年成立，2010年代初拆卸後原計劃擴堂重建，但因路權問題未能與大業主劉氏家族共識，會址丟空至今，教會借用基朗中學作聚會。[2][3]

## 交通
凹頭、牛潭尾、新田三站均會在北環綫興建時預留，但不會與北環綫同時啟用。